# Keri-Lynn Wilson
Keri-Lynn Wilson (Winnipeg, 17 mai 1967) est une cheffe d’orchestre canadienne au répertoire opératique et symphonique.

## Enfance et formation
Keri-Lynn Wilson est née à Winnipeg (Manitoba) dans une famille de musiciens accomplis. Elle a grandi dans une tradition artistique riche, avec un grand-père baryton et une grand-mère pianiste. Sa mère, Lynn Sharples, était professeur d'anglais à l'Université de Toulon et son père, Carlisle Wilson, était violoniste et professeur de musique.
Enfant, elle a étudié la flûte, le piano et le violon, a été membre de l'Orchestre des jeunes de Winnipeg et s'est produite comme flûtiste soliste avec l'Orchestre symphonique de Winnipeg et l'Orchestre philharmonique de Calgary. Elle a également participé au programme d'été de la Banff School of Music. Plus tard, elle a poursuivi ses études aux États-Unis à la Juilliard School, où elle a étudié la flûte avec Julius Baker. Son intérêt croissant pour la direction d'orchestre l'a placée sous la tutelle d'Otto-Werner Mueller. Pendant ses années d'études à Juilliard, elle s'est produite pour la première fois au Weill Recital Hall du Carnegie Hall, en mai 1989. À Juilliard, elle a obtenu un master en flûte traversière et en direction d'orchestre. Elle a fait ses débuts avec l'Orchestre du centre national des arts du Canada à l'âge de vingt-trois ans.

## Carrière
De 1994 à 1998, Keri-Lynn Wilson a été cheffe associée de l'Orchestre symphonique de Dallas. Après son séjour à Dallas, elle est entrée dans le circuit international en tant que cheffe d'orchestre invitée pour le répertoire lyrique et symphonique, avec de nombreux engagements en Amérique du Nord et du Sud, en Europe, en Asie, au Moyen-Orient et en Australie. Mme Wilson est devenue cheffe d'orchestre principal de l'Orchestre philharmonique de Slovénie en 2013, devenant ainsi la première femme cheffe d'orchestre principale de l'histoire de l'orchestre. Elle a occupé ce poste tout au long de la saison 2014/15.
Son expérience opératique l'a menée au Bayerische Staatsoper, au Royal Opera House Covent Garden, à l'Opéra d'État de Vienne, à l'Opéra du Bolchoï, au Théâtre Mariinsky, au English National Opera, au Maggio Musicale Fiorentino, aux Opéras de Rome, de Palerme, de Parme, aux Arènes de Vérone, au Festival Macerata, au Festival Puccini, aux Opéras de Los Angeles, de Washington, à la Canadian Opera Company, à l’Opéra de Leipzig, au Czech National Opera, aux Opéras de Nice et de Bilbao, au Royal Swedish Opera, au Norwegian National Opera, à l’Opéra de Varsovie, à l’Opéra Nationale de Bucarest, à l’Opéra d’Israël, au Nouveau théâtre national de Tokyo, à l’Opéra de Sydney et au Juilliard Opera, entre autres,.
Son répertoire opératique inclut : Eugene Onegin, La Dame de Pique, Boris Godunov, Lady Macbeth du district de Mtsensk, Iolanthe, Roussalka, Rigoletto, La traviata, Simon Boccanegra, Nabucco, Don Carlos, Aida, Otello, Un ballo in maschera, Attila, Il trovatore, Falstaff, Così fan tutte, Don Giovanni, Carmen, Faust, Romeo et Juliette, Manon Lescaut, Tosca, La Bohème, Turandot, Madame Butterfly, La fanciulla del West, Gianni Schicchi, La rondine, Tannhäuser, Der Fliegende Holländer, Le Barbier de Séville (Rossini), Sigismondo, La Cenerentola, La Fille du régiment, L'elisir d'amore, Lucia di Lammermoor, Les Mamelles de Tirésias, L'Heure espagnole, Hänsel und Gretel, Cavalleria rusticana et Pagliacci, La Veuve joyeuse, L'Empereur d'Atlantis.
Son répertoire symphonique et de concert l’a menée à Los Angeles, St. Louis, San Francisco, Cincinnati, Seattle, Ravinia Festival, Dallas, Houston, New York, Hanovre, Aix-la-Chapelle, Düsseldorf, Wiesbaden, Munich, Schleswig-Holstein Musik Festival, Paris, Vienne, Milan, Vérone, Florence, Prague, Budapest, Moscou, Kiev, St. Petersburg, Madrid, Bilbao, Oviedo, Bratislava, Zagreb, Reykjavik, Jérusalem, Hong Kong, Pékin, Toronto, Montréal et Caracas, entre autres.
Son répertoire va de la musique classique à la musique contemporaine. Ses compositeurs favoris sont entre autres Chostakovitch, Tchaïkovski, Prokofiev, Mahler, Brahms, Bruckner et Beethoven.
En 2020, elle a été nommée pour un prix Opus Klassik 2020 en tant que "Chef d'orchestre de l'année", en reconnaissance de son travail sur l'enregistrement de Sigismondo de Rossini.
Pour commencer sa saison 2022/2023, Keri-Lynn Wilson a fait ses débuts au Metropolitan Opera, dirigeant Lady MacBeth of Mtsensk de Chostakovitch. Elle a ensuite dirigé des concerts avec l’Orchestre national de Bordeaux Aquitaine et l’Orchestre symphonique national de Lituanie. En novembre, elle a fait ses débuts au Teatro Colon, où elle dirigeait Tosca. Pour le Nouvel An, Mme Wilson est retournée à Wiesbaden pour diriger l'orchestre du Hessisches Staatstheater. Le 22 février 2023, Mme Wilson a dirigé un concert exceptionnel en Ukraine pour commémorer la première année depuis l'invasion russe. Le concert était intitulé « Le concert des Invincibles ». Mme Wilson a dirigé l'orchestre et le chœur de l'opéra de Lviv dans une interprétation du Requiem de Verdi et de « Bucha Lacrimosa » de la compositrice ukrainienne Victoria Poleva. Le concert a été diffusé dans toute l’Ukraine en direct à la radio. Au printemps, Mme Wilson a fait ses débuts au Houston Grand Opera, où elle a dirigé Salomé de Strauss. Mme Wilson a fait son retour dans la fosse du Royal Opera House pour diriger "La Traviata" de Verdi. Au cours de l'été 2023, Mme Wilson a parcouru l'Europe et le RU dans le cadre de la seconde tournée de l'Ukrainian Freedom Orchestra.
La fin de l'année 2023 la voit faire ses débuts à l'Opéra national de Paris dans Cendrillon de Massenet, avant de retrouver l'Ukrainian Freedom Orchestra pour un concert à l'opéra de Lviv où ils interprètent leur version de la 9e Symphonie de Beethoven en langue ukrainienne. Ladite version est sortie commercialement par Deutsche Grammophon en février 2024 pour commémorer le second anniversaire de l'invasion russe. Le premier trimestre 2024 marque son retour sur les scènes londoniennes, à la Royal Opera House dans La Bohème et à l'English National Opera pour Jenufa. Au cours de l'été 2024, elle se produit avec l'Ukrainian Freedom Orchestra en Europe, New York et Washington, dans le cadre de leur troisième tournée. 
La saison 2024/2025 s'ouvre sur sa nomination en tant que directrice musicale de la Kyiv Camerata et sa nomination à l'Ordre de la Princesse Olga en Ukraine. Elle fait ses débuts dans la fosse du Staatsoper under den Linden, avant d'entreprendre une tournée en Ukraine avec la Kyiv Camerata. De là, elle dirige une série de concerts pour le centenaire de la mort de Giacomo Puccini aux côtés de Sondra Radvanovsky et Piotr Beczala en Espagne. Avec la Kyiv Camerata et le Kyiv Philharmonic, elle participe à un concert en souvenir de l'Holodomor à Kiev en novembre. Elle fait ses débuts avec le New York Philharmonic en décembre lors d'une série de concerts autour de la Symphonie n.10 de Shostakovitch au David Geffen Hall. Début 2025, elle retourne à la Canadian Opera Company pour diriger Madama Butterfly de Puccini, avant de retourner au Deutsche Oper Berlin pour Salome de Richard Strauss.

## Vie privée
Keri-Lynn Wilson est particulièrement grande (1,85 m). Dans un article publié à son sujet en avril 2004 dans l’édition américaine du magazine Vogue, elle confie que c’est durant ses études à Juilliard qu’elle a fini par voir sa taille comme un avantage plutôt qu’un fardeau : « J’adore être grande à New York. J’ai trouvé mon identité ».
Elle parle russe, français, italien, allemand et aime lire de la poésie durant son temps libre. Elle apprend l'ukrainien depuis 2022 afin de renouer avec sa culture familiale.

## Enregistrements
- Danzón – Simón Bolívar Symphony Orchestra (Dorian Recordings, 1998)[28].
- Giuseppe Verdi Rigoletto Story (DVD Columbia TriStar Home Entertainment / Sony Pictures Home Entertainment, 2005)[29].
- Puccini, Turandot (TM Music, 2007)[30].
- Verdi, La traviata - NDR Klassik Open Air (Naxos, 2017)[31].
- Prokofiev, Walton, Vaughan Williams – Isabelle van Keulen, NDR Radiophilharmonie (Challenge Records, 2018)[32].
- Rossini, Sigismondo – enregistrement en direct (BR Klassik, 2019)[33].
- Romance : Mozart, Dvořák, Tchaïkovski, Eugen Doga - Valentina Naforniță, soprano ; Orchestre de la radio de Munich (juin 2019, Outhere OMF 705)
- 9e Symphonie de Beethoven, Ukrainian Freedom Orchestra (Deutsche Grammophone, 2024)